# Chapelle-d’Huin
Chapelle-d’Huin – miejscowość i gmina we Francji, w regionie Burgundia-Franche-Comté, w departamencie Doubs.
Według danych na rok 1990 gminę zamieszkiwało 297 osób, a gęstość zaludnienia wynosiła 13 osób/km² (wśród 1786 gmin Franche-Comté Chapelle-d’Huin plasuje się na 456. miejscu pod względem liczby ludności, natomiast pod względem powierzchni na miejscu 82.).